# Tadali
Tadali es una ciudad censal situada en el distrito de Chandrapur en el estado de Maharashtra (India). Su población es de 4942 habitantes (2011). 

## Demografía
Según el censo de 2011 la población de Tadali era de 4942 habitantes, de los cuales 2597 eran hombres y 2345 eran mujeres. Tadali tiene una tasa media de alfabetización del 89,87%, superior a la media estatal del 82,34%: la alfabetización masculina es del 92,90%, y la alfabetización femenina del 86,46%.